# Сар-Ел
Сар-Ел е програма за доброволци към израелската армия.
Годишно около 5000 доброволци от целия свят служат невъоръжени в редовете на армията на Израел. За участие в програмата се изисква здравословна пригодност и минимална 17-годишна възраст. Службата при Сар-Ел е съпроводена от сериозна културна и образователна програма, която позволява на участниците да се запознаят с израелското общество. Дълго време програмата е предлагала и курс по усвояване на иврит. Днес обаче поради икономии курсовете по иврит са премахнати.
Програмата е основана през 1982 г. от пенсионирания вече бригаден генерал А.Давиди, когато по време на мобилизацията по повод на Ливанската война прибирането на реколтата в някои земеделски стопанства става проблематично. По-късно програмата е продължена по желание на някои от участниците в нея.